# Oscar Forssling
Johan Oscar Forssling, född 23 februari 1855 i Forsmark, död 8 juni 1926 i Dunker, var en svensk folkskollärare och politiker (liberal).
Oscar Forssling tog folkskollärarexamen i Uppsala 1877 och var från 1879 folkskollärare i Dunker. Han var aktiv kommunalman och var bland annat ordförande i Dunkers kommunalstämma och kommunalnämnd.
Han var liberal riksdagsledamot i andra kammaren 1906–1911 för Villåttinge härads valkrets. I riksdagen var han bland annat suppleant i bankoutskottet 1910–1911. Han engagerande sig bland annat för statsbidragen till skolan.